# Pribiš
Pribiš (ungarisch Pribis) ist eine Gemeinde in der Nord-Mitte der Slowakei mit 468 Einwohnern (Stand 31. Dezember 2024), die im Okres Dolný Kubín innerhalb des Žilinský kraj und zugleich in der traditionellen Landschaft Orava liegt.

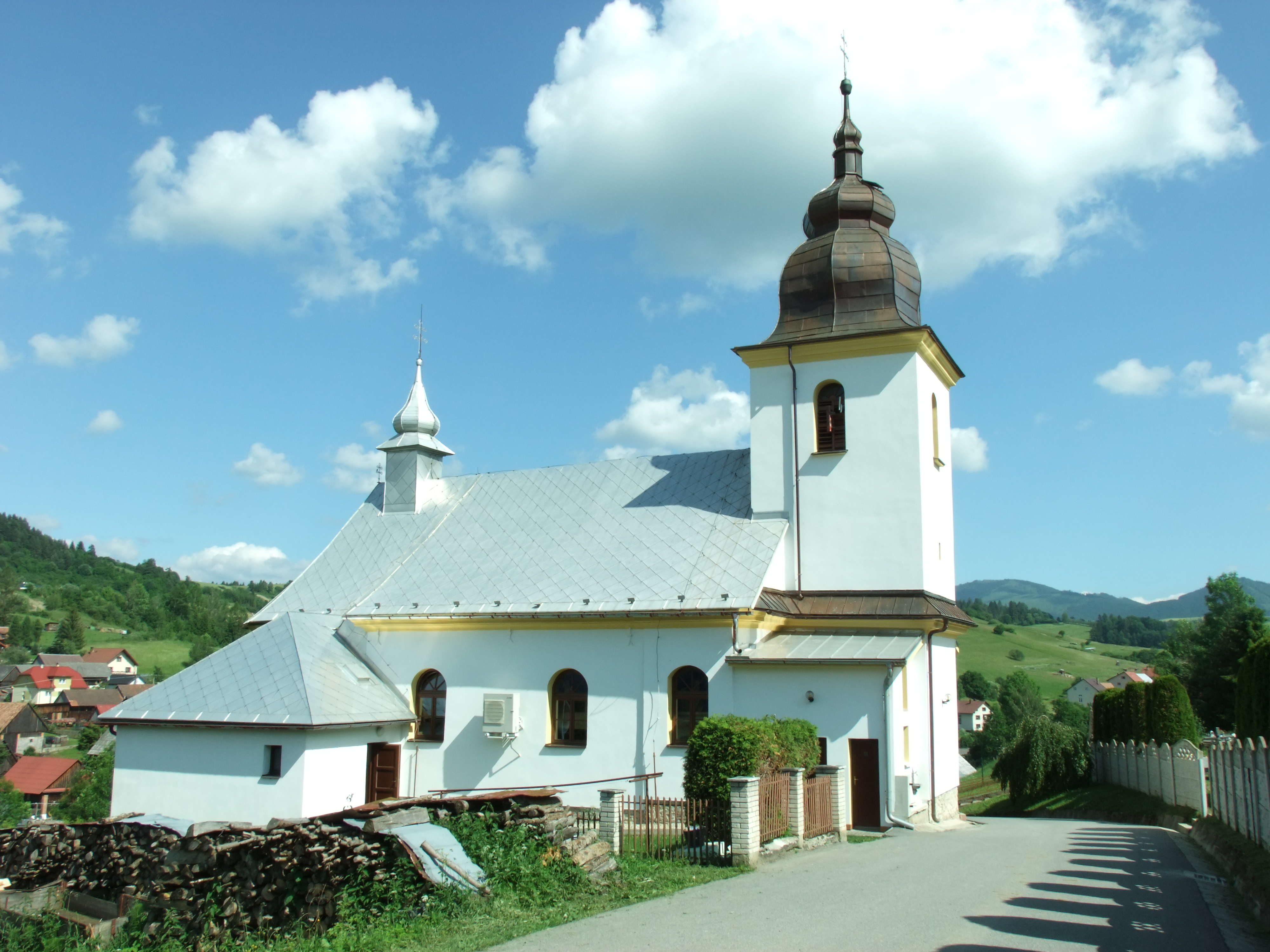
Katharinenkirche

## Geographie
Die Gemeinde befindet sich im südöstlichen Teil des Berglands Oravská vrchovina im Tal des Baches Pribiš im Einzugsgebiet der Orava. Das Ortszentrum liegt auf einer Höhe von 643 m n.m. und ist 16 Kilometer von Dolný Kubín entfernt.
Nachbargemeinden sind Horná Lehota im Norden, Chlebnice im Osten, Malatiná im Süden, Pucov im Westen und Oravský Podzámok im Nordwesten.

## Geschichte
Pribiš entstand gegen Hälfte des 16. Jahrhunderts nach walachischem Recht und wurde zum ersten Mal 1567 schriftlich erwähnt. Das Dorf gehörte zum Herrschaftsgebiet der Arwaburg und wurde von Erbrichtern verwaltet. 1828 zählte man 87 Häuser und 504 Einwohner, die als Landwirte, Viehhalter sowie Gemüse- und Ochsenhändler beschäftigt waren.
Bis 1918 gehörte der im Komitat Arwa liegende Ort zum Königreich Ungarn und kam danach zur Tschechoslowakei beziehungsweise heute Slowakei.

## Bevölkerung
| Jahr                | 1994 | 2004 | 2014    | 2024 |
| ------------------- | ---- | ---- | ------- | ---- |
| Anzahl der Personen | 474  | 474  | 450     | 468  |
| Unterschied         |      | +0 % | −5,06 % | +4 % |

| Jahr                | 2023 | 2024    |
| ------------------- | ---- | ------- |
| Anzahl der Personen | 470  | 468     |
| Unterschied         |      | −0,42 % |

Gemäß der Volkszählung 2011 wohnten in Pribiš 466 Einwohner, alle davon Slowaken.
463 Einwohner bekannten sich zur römisch-katholischen Kirche und ein Einwohner zur Evangelischen Kirche A. B. Ein Einwohner war konfessionslos und bei einem Einwohner wurde die Konfession nicht ermittelt.

## Bauwerke
- römisch-katholische Kirche im Barockstil aus dem Jahr 1780
- Kapelle aus der ersten Hälfte des 19. Jahrhunderts